# 夜 (卡夫卡)
夜(英文：At Night)為卡夫卡的一篇短篇故事，寫於1917至23年間。

## 內容
夜幕低垂，不曾出現的敘事者稱，所有人都在屋子裏的床上睡了，很有安全感，但實際上這是一種“毫無道理的自我欺騙”。而你，作為哨兵之一，就醒著，因為“必須要有一個人醒著”。